# Rhipidomys venezuelae
Rhipidomys venezuelae (Ріпідоміс венесуельський) — вид гризунів з родини Хом'якові (Cricetidae).

## Морфологія
Середня вага дорослої особини: 89.99 гр. 

## Проживання
Країни проживання: Колумбія; Тринідад і Тобаго; Венесуела. Цей деревний вид проживає в первинних гірських лісах і сухих лісах.

## Загрози та охорона
Здається, немає серйозних загроз для цього виду. Зустрічається в багатьох охоронних територіях у всьому діапазоні поширення.
| Панда | Це незавершена стаття з теріології. Ви можете допомогти проєкту, виправивши або дописавши її. |